# Episodi di Kono subarashii sekai ni bakuen o!

Logo originale della serie

Questa è la lista degli episodi dell'anime Kono subarashii sekai ni bakuen o!, adattamento dell'omonima serie di light novel scritta da Natsume Akatsuki e illustrata da Kurone Mishima.
Il 18 luglio 2021, l'account Twitter ufficiale dell'anime di KonoSuba ha confermato che era in produzione un nuovo progetto anime. Quest'ultimo si è poi rivelato essere sia una terza stagione della serie principale che un adattamento dello spin-off Kono subarashii sekai ni bakuen o!. Entrambe le serie sono prodotte dallo studio Drive e dirette da Yujiro Abe, con la regia principale di Takaomi Kanasaki. Il resto dello staff principale proveniente dalle stagioni precedenti rimane il medesimo. La serie di Kono subarashii sekai ni bakuen o! è stata trasmessa dal 5 aprile al 21 giugno 2023. Le sigle sono rispettivamente Stay Free di Machico (apertura) e Jump In di Rie Takahashi e Aki Toyosaki (chiusura).

## Lista episodi
| Nº | Titolo italiano (traduzione letterale) Giapponese 「Kanji」 - Rōmaji | In onda        | In onda |
| Nº | Titolo italiano (traduzione letterale) Giapponese 「Kanji」 - Rōmaji | Giapponese     |         |
| 1  | Gli stregoni dagli occhi cremisi 「紅い瞳の魔法使い達」 - Akai hitomi no Wizāzu | 5 aprile 2023  |         |
| 1  | Molto prima di incontrare Kazuma, la giovane Megumin scatena accidentalmente un mostro che la attacca, ma viene salvata da una misteriosa e potente maga che usa la magia dell'esplosione per distruggere la creatura. Ispirata, Megumin chiede alla maga di insegnarle a lanciare la magia dell'esplosione, ma la maga rifiuta, avvertendola che tale incantesimo ha molti lati negativi. Megumin torna a casa e riesce a iscriversi all'accademia di magia Red Prison grazie a un'importante vendita dei suoi genitori. All'accademia incontra Yunyun, che dichiara di essere la rivale di Megumin, e ben presto le due stringono un'amicizia rancorosa. Durante i suoi studi, Megumin scopre che la magia dell'esplosione non è presa sul serio dal clan dei Demoni Cremisi, poiché è molto poco pratica e viene lanciata raramente. Tuttavia, Megumin decide di imparare a lanciare la magia dell'esplosione ad ogni costo. |                |         |
| 2  | Il tabù dell'accademia di magia 「魔法学校の禁忌」 - Mahō gakkō no Tabū | 12 aprile 2023 |         |
| 2  | Un giorno, tornando a casa da scuola, Megumin scopre che la sorella minore Komekko è riuscita a catturare una creatura simile a un gatto nero. Temendo che Komekko possa cercare di mangiarlo, Megumin lo adotta e lo porta a scuola con sé, attirando immediatamente l'attenzione delle compagne. Riesce quindi a convincere l'insegnante che il gatto è il suo famiglio e le viene permesso di portarlo in classe. In seguito, l'insegnante informa le studentesse che le sottoporrà a una prova per aumentare la loro forza, che consiste nell'uccidere le creature della foresta che il docente ha congelato per loro. Le ragazze vengono quindi attaccate da un gargoyle e vengono salvate dall'aiuto inaspettato di Bukkorori, un altro del clan dei demoni cremisi che ha una cotta per Soketto, la donna più attraente del villaggio. Disgustate dall'ossessivo pedinamento di Soketta da parte di Bukkorori, le studentesse lo lasciano intrappolato in una fossa e vedono il villaggio attaccato da un'orda di gargoyle. Gli adulti del villaggio si uniscono e usano la loro magia avanzata per distruggere i gargoyle, ma Megumin non è impressionata perché i loro incantesimi impallidiscono di fronte alla magia delle esplosioni. I gargoyle vengono sconfitti, ma gli adulti distruggono accidentalmente il villaggio e devono passare tutta la notte a ricostruirlo. Il giorno dopo, poiché il gatto non ha ancora un nome, le ragazze iniziano a chiamarlo "Megumin", con grande disappunto della vera Megumin.                                         |                |         |
| 3  | I guardiani del villaggio dei Demoni Cremisi 「紅魔の里の守護者達」 - Kōma no sato no Gādianzu | 19 aprile 2023 |         |
| 3  | Annoiata dal fatto che tutti chiamino il gatto con il suo nome, Megumin segue il consiglio di Yunyun e le dà il nome di "Kuro". Con gli adulti fuori a occuparsi di una misteriosa ondata di attività dei mostri, le studentesse sono lasciate a studiare liberamente in biblioteca. Bukkorori si teletrasporta lì, dopo essere finalmente sfuggito alla trappola della fossa, e chiede l'aiuto di Megumin e Yunyun per avvicinarsi a Soketto. Megumin propone a lui e a Yunyun di tendere un'imboscata a Soketto nella foresta, mentre Bukkorori la soccorre. Tuttavia, Bukkorori manda a monte il piano quando viene scoperto da Soketto. Un grande branco di orsi li attacca e Bukkorori usa l'incantesimo Inferno per eliminarli, ma accidentalmente coinvolge anche Soketto, che furiosa lo punisce. Soketto accetta di leggere la fortuna a Bukkorori, ma quando chiede alla sfera di cristallo chi sarà la sua futura compagna, la sfera non rivela nulla. Con il cuore spezzato, Bukkorori fugge, ma Megumin e Yunyun capiscono che Soketto non odia necessariamente Bukkorori. Tornate a scuola, Megumin e Yunyun parlano brevemente della possibilità che Megumin trovi un partner romantico prima di tornare a casa insieme. |                |         |
| 4  | Il maestro solitario dagli occhi cremisi 「紅い瞳の孤高の少女」 - Akai hitomi no Ronrī Masutā | 26 aprile 2023 |         |
| 4  | Megumin riesce a ottenere il massimo punteggio nell'ultimo test, guadagnando una pozione di punti abilità. Tuttavia, nota che Yunyun non si comporta come al solito. Più tardi, Yunyun confida a Megumin che una loro compagna di classe, Funifura, ha un fratello minore malato e le chiede in prestito del denaro per comprare le medicine. Megumin capisce che Funifura sta approfittando della bontà di Yunyun per i suoi fini. Megumin prepara una pozione curativa e la dà a Funifura in cambio dei soldi di Yunyun. Funifura prende in giro Megumin per il fatto che sembra fare di tutto per proteggere Yunyun, anche se lei sostiene che non sono amiche, ma al massimo rivali. Più tardi, Yunyun rivela a Megumin di essersi deliberatamente trattenuta negli esami per potersi laureare insieme a Megumin, cosa che la fa arrabbiare. Dopo aver denigrato la magia dell'esplosione, le due litigano e Yunyun riesce a vincere. Megumin racconta a Yunyun di essere stata ispirata dalla maga che l'ha salvata e che, una volta diplomata, intraprenderà un viaggio per rintracciarla. Yunyun si offre di essere la sua compagna di viaggio. Tuttavia, un'orda di mostri attacca improvvisamente il villaggio e Megumin si precipita a casa per scoprire che Komekko è scomparsa nel nulla. |                |         |
| 5  | Preludio a un'esplosione di follia 「爆裂狂の誕生」 - Bakuretsu-kyō no Pureryūdo | 3 maggio 2023  |         |
| 5  | Mentre Megumin andava a scuola, Komekko aveva stretto amicizia con un demone di nome Host che stava cercando di spezzare il sigillo che imprigionava il dio oscuro Wolbach. È durante una delle sue visite che ha trovato Kuro e l'ha portata a casa. Nel presente, Megumin trova la sua casa distrutta ma non ci sono tracce di Komekko. I mostri attaccano e rapiscono Kuro, ma Komekko li affronta per cercare di riprendersi Kuro. Megumin pensa di usare i suoi punti abilità per imparare la magia per combattere i mostri, ma esita perché ciò significherebbe ritardare il suo progetto per imparare la magia dell'esplosione. Vedendo il dilemma di Megumin, Yunyun decide di usare i suoi punti abilità per imparare la magia intermedia e affrontare le creature, salvando Kuro. Tuttavia, consuma la maggior parte delle sue energie e rimane priva di forze. In quel momento l'orda di mostri inizia a dirigersi verso di loro e Megumin capisce che Kuro è in realtà il dio oscuro che stanno cercando. Si rende anche conto di aver raccolto abbastanza punti abilità per imparare la magia dell'esplosione, che usa per distruggere l'intera orda di mostri. In seguito, poiché entrambe hanno imparato la magia, Megumin e Yunyun si diplomano in anticipo. Megumin decide di rendere Kuro ufficialmente il suo famiglio e lo chiama Chomusuke. |                |         |
| 6  | La ragion d'essere di un NEET esplosivo 「爆裂ニートの就職活動」 - Bakuretsu Nīto no Rezon Dētoru | 10 maggio 2023 |         |
| 6  | Dopo essersi diplomata, Megumin cerca di guadagnare abbastanza soldi da poter lasciare il villaggio per iniziare a fare l'avventuriera, ma ha difficoltà a trovare un lavoro fisso. Nel frattempo, si allena segretamente di notte lanciando magie di esplosione nella foresta, mentre il villaggio crede che le esplosioni siano opera di un demone. Una notte, Megumin viene avvicinata da una donna demone di nome Arnes che cerca Chomusuke, la cui vera identità è il dio oscuro Wolbach. Megumin accetta di vendere Chomusuke per 300.000 eris, ma Chomusuke rifiuta di separarsi da Megumin. Arriva Yunyun e Arnes spiega di aver avuto un attacco di sfortuna, senza sapere che è stato causato da un braccialetto comprato dai genitori di Megumin. L'energia del braccialetto attira l'attenzione degli abitanti del villaggio, che cacciano Arnes pensando che sia lei la causa delle esplosioni. Megumin decide di usare i soldi guadagnati per lasciare il villaggio e affida Chomusuke alle cure di Yunyun. Dopo aver salutato e ricevuto i regali delle sue compagne di classe, Megumin usa un incantesimo di teletrasporto per lasciare il villaggio. |                |         |
| 7  | I combinaguai della città dell'acqua 「水の都の迷惑教団」 - Mizu no miyako no Toraburumēkā | 17 maggio 2023 |         |
| 7  | Megumin arriva nella città di Alcanretia ma viene avvertita che i mostri della zona sono troppo potenti per un'avventuriera dilettante come lei, impedendole di intraprende qualsiasi missione. Mentre vaga per la città, Megumin vede una suora apparentemente molestata da una coppia di sacerdoti e interviene, solo per essere inavvertitamente coinvolta in una disputa tra adoratori di Axis ed Eris. La suora, Cecily, chiama la polizia come diversivo e porta via Megumin prima di cercare di reclutarla nel Sacro Ordine di Axis. Vedendo che Megumin sta morendo di fame, Cecily la porta nel Sacro Ordine di Axis dove incontra l'arcivescovo padre Zesta. In cambio di vitto e alloggio da parte di Zesta e di una dritta su una bella maga esperta di magia dell'esplosione che vive nella città di Axel, Megumin accetta di assistere il Sacro Ordine di Axis nei suoi sforzi di reclutamento. Con sua grande sorpresa, incontra Yunyun e Chomusuke, che l'avevano seguita ad Alcanretia. Padre Zesta viene arrestato dalle autorità perché sospettato di aver manomesso le sorgenti d'acqua della città e Yunyun ammette di aver ricevuto una profezia da Soketto che avvertiva che Alcanretia sarebbe stata in pericolo. |                |         |
| 8  | I fanatici della città dell'acqua 「水の都の狂信者達」 - Mizu no miyako no Fanatikku | 24 maggio 2023 |         |
| 8  | Padre Zesta viene arrestato perché sospettato di aver collaborato con il Re Demone versando polvere gelatinosa di slime nelle sorgenti termali della città. Tuttavia, riesce a superare la macchina della verità e le autorità non hanno altra scelta che rilasciarlo. Megumin si chiede allora chi sia il vero colpevole. Arnes arriva per prendere Chomusuke, ma Zesta, Cecily e il resto del Sacro Ordine di Axis vanno in delirio religioso quando capiscono che è una ragazza demone e la cacciano dalla città, credendo che sia lei la colpevole del sabotaggio delle sorgenti termali. Zesta regala a Megumin abbastanza denaro per pagare un viaggio in carovana fino ad Axel e si offre di ospitarla per la notte. Cecily rivela a Megumin che padre Zesta aveva accidentalmente mescolato alle sorgenti termali della polvere gelatinosa di slime invece del lievito in polvere, superando così il test della macchina della verità. Vedendo quanto sono piccole le sorgenti terminali del Sacro Ordine di Axis, Megumin usa la sua magia di esplosione per creare una vasca molto più grande. Il giorno dopo, padre Zesta benedice Megumin e lei si congeda da lui e da Cecily prima di partire per Axel con Yunyun. |                |         |
| 9  | Il distruttore del villaggio dei Demoni Cremisi 「紅魔の里からの来訪者」 - Kōma no sato kara no Desutoroiyā | 31 maggio 2023 |         |
| 9  | Megumin e Yunyun intraprendono il viaggio verso Axel, ma durante il percorso la loro carovana viene attaccata più volte dai mostri. Tuttavia, Megumin è bloccata dal dilemma se usare o meno la magia di esplosione sui mostri normali, obbligando Yunyun a combatterli da sola con la sua magia di base. Alla fine, però, Yunyun si stanca per aver consumato tutta la sua energia magica. La sera, Yunyun esprime il desiderio di far parte dello stesso gruppo di Megumin, ma quest'ultima rifiuta l'idea poiché gli altri avventurieri ritengono che Yunyun sia una maga superiore. Il giorno dopo, Arnes attacca la carovana, rivelando di aver mandato i mostri per stancare Yunyun. Riesce a prendere Chomusuke e inizia a preparare un incantesimo per distruggere Megumin e la carovana dopo aver capito che è stato il padre di Megumin a venderle un braccialetto maledetto. Viene interrotta da una colonna di luce divina che appare improvvisamente su Axel, dando a Chomusuke l'opportunità di sfuggire alla sua presa e Megumin ne approfitta per uccidere Arnes con un incantesimo di esplosione. Con Megumin acclamata come un'eroina, la carovana prosegue verso Axel. |                |         |
| 10 | I fuorilegge della città di inizio 「駆け出しの街の冒険者達」 - Kakedashi no machi no Autorō | 7 giugno 2023  |         |
| 10 | Megumin e Yunyun arrivano ad Axel poco dopo Kazuma e Aqua. Megumin si reca alla gilda degli avventurieri e ostenta il suo status di maga di alto livello del clan dei Demoni Cremisi. Tuttavia, nonostante Megumin riceva molte offerte da altre parti, queste la rifiutano rapidamente quando si rendono conto che può lanciare solo la magia di esplosione, che è troppo situazionale. Nel frattempo, Yunyun è troppo timida per riuscire ad attirare l'attenzione di qualcuno. Durante i tentativi di Megumin di trovare un gruppo, ha numerosi incontri di passaggio con Kazuma, Aqua e Darkness. Viene anche a sapere che la magia che corrisponde alla descrizione del suo padrone lavora come negoziante in città, ma non si sente pronta a vederla finché non diventa una vera avventuriera. Dopo diversi giorni in cui nessuna delle due è riuscita a trovare un lavoro da avventuriera ed entrambe sono quasi al verde, Megumin e Yunyun accettano a malincuore di formare un gruppo temporaneo per guadagnare denaro. |                |         |
| 11 | La ragazza dell'esplosione e l'irregolarità della foresta 「名物娘と森の悪魔」 - Bakuretsu musume to Iregyurā | 14 giugno 2023 |         |
| 11 | Host decide di andare ad Axel per cercare Wolbach. Nel frattempo, Megumin e Yunyun stanno cercando di guadagnare soldi ed esperienza cacciando mostri di basso livello quando incontrano Host e fuggono, avvertendo la gilda degli avventurieri della presenza del demone. Il giorno dopo, l'intera gilda si riunisce per dare la caccia a Host, ma si ritira rapidamente quando i suoi membri più forti vengono sconfitti. Sentendo parlare di una gran sacerdotessa dai capelli blu che potrebbe essere abbastanza potente da combattere Host, gli avventurieri maschi iniziano a setacciare la città alla sua ricerca. Megumin torna alla locanda e trova Cecily ad attenderla, spiegando di essere stata mandata ad Axel dopo che Zesta ha avuto una visione di Aqua che appariva lì. Megumin accetta a malincuore di aiutare Cecily in cambio di una grossa somma in denaro, ma non ha molta fortuna. Megumin e Yunyun si uniscono quindi a un gruppo che cerca di intrappolare Host, ma cadono in un'imboscata del demone. Egli rileva l'odore di Chomusuke su di loro e propone un accordo: se gli consegneranno Chomusuke, lascerà in pace loro e Axel. Megumin e Yunyun si ritirano ad Axel, chiedendosi come sconfiggere Host. |                |         |
| 12 | Un'esplosione in questo meraviglioso mondo! 「この素晴らしい世界に爆焔を！」 - Kono subarashii sekai ni Ekusupurōjon o! | 21 giugno 2023 |         |
| 12 | Non avendo intenzione di consegnare Chomusuke, Megumin escogita un piano per utilizzare un pupazzo di peluche per attirare Host in una trappola, in modo da poter usare la magia di esplosione su di lui. Durante la notte, però, Yunyun si intrufola nella stanza di Megumin e ruba il pupazzo. Credendo che Megumin stia ancora dormendo, Yunyun ammette di aver imparato a rispettare Megumin e la sua scelta di imparare la magia dell'esplosione, ma sa che il piano di Megumin non funzionerà. Invece, ha reclutato un gruppo per aiutare a combattere Host e lancia un incantesimo di sonno su Megumin per impedirle di interferire. Megumin si sveglia il giorno dopo e insegue Yunyun, ricevendo una benedizione da Cecily. Nel frattempo, Host neutralizza la maggior parte del gruppo di Yunyun, ma quest'ultima riesce a lanciare un incantesimo di paralisi su Host, paralizzando però accidentalmente anche se stessa. Megumin arriva e lancia la sua esplosione su Host, distruggendolo. In seguito, Cecily parte per un viaggio che la porterà a guadagnare abbastanza livelli da poter assumere il controllo della chiesa locale di Axel. Yunyun, rendendosi conto di non essere in grado di migliorare se stessa affidandosi a Megumin, parte anch'essa per un viaggio per imparare la magia avanzata e incrocia brevemente la maestra di Megumin. Nonostante Megumin abbia sconfitto Host, gli avventurieri continuano a evitarla. Non avendo altra scelta, Megumin risponde a un annuncio di reclutamento e incontra per la prima volta Kazuma e Aqua. |                |         |

## Home video

### Giappone
La serie è stata pubblicata in DVD e Blu-ray dal 26 luglio al 27 settembre 2023.
| Volume | Episodi | Data di pubblicazione |
| ------ | ------- | --------------------- |
| 1      | 1–4     | 26 luglio 2023        |
| 2      | 5–8     | 30 agosto 2023        |
| 6      | 9–12    | 27 settembre 2023     |